# Somogysárd
Somogysárd é um município da Hungria, situado no condado de Somogy. Tem 36,36 km² de área e sua população em 2019 foi estimada em 1.197 habitantes.